# Distomatopyxis
Distomatopyxidae
Famille
Genre
Distomatopyxis est un genre d'Amibozoaires, unique représentant de la famille des Distomatopyxidae, de l'ordre des Arcellinida et de la classe des Tubulinea.

## Étymologie
Le nom Distomatopyxis est composé du préfixe di « deux », des mots grecs στομα / stoma « bouche », et πυξις / pyxis « boite », littéralement « boite à deux bouches », en référence aux deux ouvertures du squelette buccal observées sur cet organisme.

## Description
Le genre Distomatopyxis se caractérise par la présence d’une thèque à sole ventrale et à symétrie bilatérale masquée. On observe la présence d'un diaphragme s'ouvrant dans la panse par un pseudostome elliptique muni d'un col court. Son squelette buccal est chitinoïde comprenant :
- un double anneau inférieur entourant la base du vestibule. Ses deux constituants s'affrontent dans le plan de symétrie pour former le support d'un diaphragme permanent, de même substance que la thèque, elliptique ou circulaire, obturant en partie l'entrée du vestibule. Ce dernier communique avec l'extérieur par deux ouvertures réniformes donnant l'impression d'un double pseudostome (diplostomie) et pouvant être obstruée au repos par une substance hyaline jouant le rôle d'un épiphragme ;
- un anneau elliptique supérieur, simple, renforçant le bord du pseudostome proprement dit masqué par le diaphragme ;
- un système de brides obliques incluses dans la paroi du vestibule et reliant le double anneau inférieur à l'anneau supérieur.

On observe un revêtement d'éléments siliceux remaniés. Le diamètre de la thèque est en moyenne de 125 µm.

## Habitat
Le genre Distomatopyxis a été découvert dans des sols forestiers acides de la région de Saint-Hippolyte (Québec, Canada).

## Liste des espèces
Selon IRMNG (6 janvier 2025) : aucune espèce recensée.
Selon EOL (6 janvier 2025)  et Microworld (6 janvier 2025), :
- Distomatopyxis couillardi Bonnet, 1970
- Distomatopyxis praecursor Bonnet, 1979

## Systématique
Le nom valide de ce taxon est Distomatopyxis Bonnet (d), 1970.
Lors de sa découverte, en 1970, Bonnet considère Disiontatopysis comme un genre isolé, en dépit d'une morphologie externe rappelant celle du genre Cyclopyxis (famille des Trigonopyxidae).

## Publication originale
L. Bonnet, « Les Distomatopyxidae fam. nov. et la structure diplostome chez les Thécamoebiens (Rhizopoda Testacea) », Comptes rendus des Séances de l'Académie des Sciences, Paris, vol. D, no 271,‎ 1970, p. 1189–1191 (ISSN 0567-655X, lire en ligne, consulté le 9 janvier 2025).